# Choe Song-hyok
Choe Song-hyok (Pionyang, Corea del Norte, 8 de febrero de 1998) es un futbolista profesional norcoreano que juega como delantero y actualmente milita en el 4.25 SC. Además, es internacional con la Selección de fútbol de Corea del Norte.

## Trayectoria
Se formó en el club norcoreano Chobyong y en el Centro Europeo de Tecnofútbol de la Fundación Marcet, en España.

### Fiorentina
En febrero de 2016, Choe firmó con el club italiano Fiorentina, uniéndose a su equipo juvenil Sub-19. El 5 de marzo debutó con el equipo juvenil durante una victoria de 4–2 sobre el Virtus Entella Sub-19, convirtiéndose en el primer futbolista norcoreano en aparecer en un club italiano en cualquier nivel.
La estadía en Fiorentina terminó abruptamente cuando el gobierno italiano solicitó al club la revisión del contrato del jugador, y la institución decidió dar por terminado el vínculo de manera unilateral, lo que generó una disputa legal entre las partes.

### Perugia
En julio de 2017, firmó un contrato trienal con el Perugia de la Serie B. No obstante, disputó únicamente dos partidos en el equipo juvenil, siendo enviado a préstamo al Olbia, equipo de la Serie C.

### Olbia
Choe hizo su debut profesional el 25 de febrero de 2018, sustituyendo a Roberto Biancu en los minutos finales de una derrota 1–0 frente a Robur Siena. Durante su estancia en Olbia disputó cinco partidos. Posteriormente, firmó un nuevo contrato con Arezzo.

### Arezzo
El 13 de julio de 2018, Choe firmó con Arezzo. Durante su paso por el club hizo únicamente dos apariciones en la Serie C. El 31 de enero de 2020, ambas partes acordaron la rescisión del contrato de mutuo acuerdo.

### 4.25 SC
Finalmente, Choe Song-hyok retornó a Corea del Norte para firmar con el equipo militar del 4.25 SC.

## Selección absoluta
El 25 de diciembre de 2018, debutó en la selección nacional en un amistoso contra la selección de Vietnam, partido que terminó 1–1.
Fue convocado por Kim Yong-jun para participar en la Copa Asiática 2019, en la que fue suplente durante los dos primeros encuentros de la fase de grupos, ingresando en el minuto 75 en el duelo contra Líbano, partido que finalizó 1–4.
Bajo la dirección de Yun Jong-su, en el proceso clasificatorio para el Catar 2022 fue convocado como suplente en el único partido que disputó, saliendo desde el banquillo en el encuentro contra Líbano que terminó 0–0. La eliminatoria se suspendió abruptamente para Corea del Norte decidió retirarse debido a la pandemia de COVID-19.
El 16 de noviembre de 2023, fue convocado por Sin Yong-nam para participar en los primeros duelos de las clasificatorias para el mundial 2026, en ambos partidos se desempeñó como suplente.

## Estadísticas

### Clubes
Actualizado al último partido jugado el 11 de abril de 2025.
| Club                    | País            | Año       | Partidos | Goles |
| ----------------------- | --------------- | --------- | -------- | ----- |
| ACF Fiorentina (sub-19) | Italia          | 2016      | 4        | 0     |
| A.C. Perugia Calcio     | Italia          | 2017–2018 | 0        | 0     |
| Olbia (cedido)          | Italia          | 2018      | 5        | 0     |
| Arezzo                  | Italia          | 2018–2020 | 2        | 0     |
| 4.25 S.C.               | Corea del Norte | 2023–     | ?        | ?     |